# Морган Шнайдерлин
Морган Шнайдерлин (роден 8 ноември 1988 г.) е бивш френски футболист. Роден в Оберне, Шнайдерлин започва кариерата си в местния Страсбург, преди да се присъедини към Саутхемптън през юни 2008 г., където е неизменна част от отбора. През 2015 г. се присъединява към отбора на Манчестър Юнайтед, където пребивава две години, но така и не успява да се наложи в състава. Поради тази причина през зимния трансфер на 2017 г. преминава в отбора на Евертън за сумата от 24 млн. британски лири.